# Portopí
Portopí és un port de Palma que dona nom al barri homònim, situat entre el final del passeig Marítim i Cala Major, a ponent de la ciutat; es tracta d'una antiga cala llarga i estreta, arrecerada del vent per la serra de na Burguesa, acondicionada com a port. Està delimitat pels actuals barris del Terreno, la Bonanova i Cala Major.
Com el seu nom indica ('port del pi'), des de l'antiguitat i fins a l'Edat Moderna la cala, com a refugi natural, fou el port de la ciutat i d'aquest ús en queden importants monuments. Tot i que ha perdut calat i longitud pels dipòsits de sediments del torrent que hi desembocava, a la zona anomenada la Culassa, des de la guerra de 1936-1939 té un ús militar. A la banda de la ciutat, hi ha aparegut una zona d'activitat ludicocomercial que s'ha afegit a l'ús residencial; per contra, n'ha desaparegut l'ús industrial. Al costat de la cala hi ha, també, el Laboratori Oceanogràfic, el Centre Meteorològic de les Balears, un museu de maquinària de far dins la torre de Senyals i el Museu Militar a la fortalesa de Sant Carles. Darrere la Culassa hi ha un important nus de vies de comunicació.

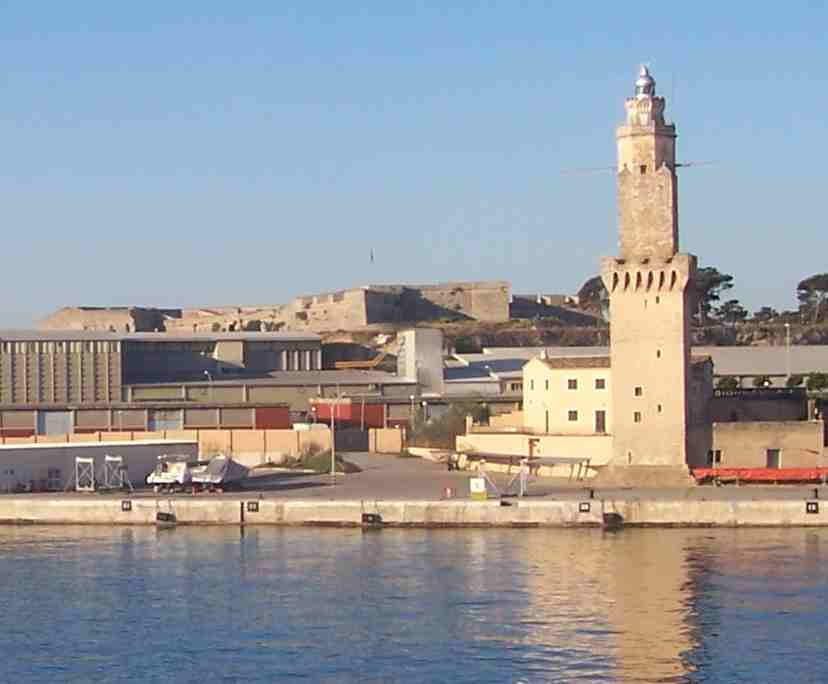
Port de Portopí (ponent). Torre de Senyals amb la fortalesa de Sant Carles a l'esquerra.

## Història
A la zona interior de la cala de Portopí s'han trobat plaques de plom de l'època talaiòtica i restes romanes com, per exemple, un jaciment submari amb àmfores Arxivat 2007-09-28 a Wayback Machine. i els fonaments de la torre de Paraires. El port ja apareix amb el nom actual llatinitzat en la crònica de la conquesta catalanopisana de Ramon Berenguer III (Liber Maiolichinus de Gestis Pisanorum Illustribus, 1114) ("adeunt portum de nomine Pini", III,212), aparició que confirma que el topònim Portopí és preislàmic.
Per la situació estratègica de Portopí, l'exèrcit català de Jaume I l'ocupà l'any 1229 i des de la seva serra, segons conta el rei a la seva Crònica, veié per primer cop la ciutat de Mallorca (c. 67). Després de la Conquesta, Portopí s'esmenta en el Llibre del Repartiment (Port de Pi, Port Topí, Port Tupí). Pere el Cerimoniós, segons la seva Crònica (llibre 3, paràgraf 33), també hi feu atracar el seu estol, l'any 1343, en l'expedició per a reincorporar el Regne de Mallorca a la Corona d'Aragó. Després patí diferents atacs, com el genovès de 1412, per això a la torre ara dita de Peraires se n'hi afegiren altres cinc, una de les quals rebia el nom de la cadena que a la nit s'hi fermava per tancar la cala. L'any 1331 hi havia un escamot de servents amb dos trabuquets i es promulgaren unes ordinacions sobre les guàrdies de nit als vaixells, a les torres i als ginys;i l'any 1443 a la torre de Paraires hi havia el següent armament: 2 bombardes, 2 bombardes mitjanceres, 10 buçons, 5 ballestes, 10 llances llargues, 6 llances manereses o manuals i munició per a les armes de foc. A banda d'això, tota la baixa edat mitjana hi hagué una gran preocupació de les autoritats per traure els sediments del fons amb l'escuró. L'any 1613 es començà a bastir la fortalesa de Sant Carles, que creuava el seu foc amb la torre del cap del Moll, aquesta situada a baix del castell de l'Almudaina.
La cala de Portopí tingué una funció residencial, amb grans cases construïdes a la seva riba, des de la segona meitat del s. XIX i la seva platja esdevingué zona de bany de les classes més benestants de la ciutat, gràcies al tramvia.
L'any 1906 s'hi instal·là el primer laboratori oceanogràfic, que amb diferents noms ha pervingut fins avui. També hi hagué una pedrera per a la construcció del nou port, al solar de la qual després es construí una fàbrica d'adobs químics (1913). Joan March amplia aquesta fàbrica el 1923, malgrat les protestes dels veïns, i el 1925 la convertí en una instal·lació petroliera, complementada, el 1927, pels dipòsits de combustible de CAMPSA, instal·lats al costat.
Vers 1955 s'hi construïren els primers hotels, però amb la construcció del passeig Marítim de Palma i la intensificació de l'activitat a la base naval, s'abandonà l'hostaleria. Entre 1960 i 1970 hi hagué la major ocupació urbana i el night club Tagomago, inaugurat el 1964, esdevingué fins al 1980 un pol d'atracció de la població autòctona i dels turistes, com a continuació de la zona de la plaça Gomila (el Terreno). Els seus primers propietaris foren el conjunt Els Valldemossa, que hi actuaven cada dia i que varen vendre el local el 1970. Hi actuaren també Louis Armstrong, Sandie Shaw, Maurice Chevalier, Tom Jones, Adamo, Tete Montoliu, Raphael, Los Bravos, Gigliola Cinquetti, etc.
Des de 1995, on hi havia hagut la pedrera i la fàbrica, hi ha un gran centre lúdic i comercial, afavorit pel fet que Portopí té molt de trànsit, per la seva situació a l'extrem del Passeig Marítim i perquè hi conflueixen el carrer Joan Miró, la carretera del dic de l'Oest i l'autopista de Ponent.
L'ús militar de la cala de Portopí i la seva proximitat al Palau Saridakis o de Marivent, i a Son Vent, residència del príncep hereu, han fet que a la cala hi estiguin les embarcacions de la família reial espanyola. Aprofitant aquest fet, a l'estiu de l'any 1995 ETA preparà un atemptat contra el rei d'Espanya, des d'un pis dels voltants, que fou descobert per la policia.

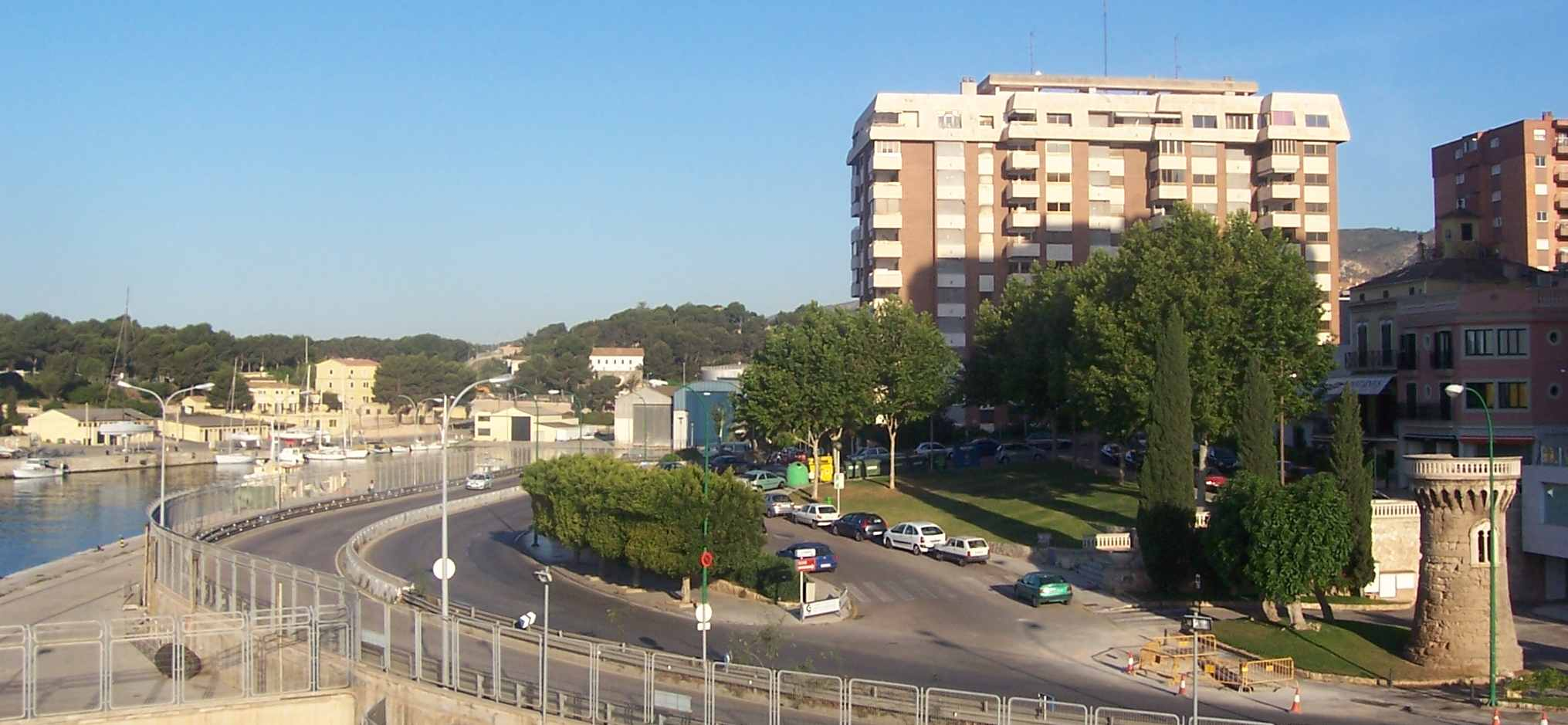
Culassa de Portopí.

## Monuments
A cada banda de l'entrada del port de Portopí hi ha una torre, de les cinc que arribà a haver-hi en total: a llevant la torre de Paraires, amb fonaments de l'època romana, protegida com a monument nacional l'any 1876, i, a ponent, la torre de Senyals, amb un far dalt del tercer cos (cos construït el 1612). Totes dues es caracteritzen pels seus merlets catalans, com els de la Llotja i altres edificis de Palma. Malgrat la protecció de la torre de Paraires, que en permeté la restauració, s'ha destruït el seu entorn, amb edificis alts de pisos al costat; per contra, la torre de Senyals es troba dins la zona militar, la qual cosa l'ha protegida de la urbanització. Pel que fa al nom de la torre de Senyals, o de Portopí, ve dels diferents sistemes que s'hi han instal·lat per a avisar la ciutat de l'arribada de vaixells, del costat per on entraven, del seu nombre i de la seva mena. Primer hi hagué un sistema de boles negres, com a la torre de senyals de Montjuïc (Barcelona)), després unes pantalles de tela i, des de 1869, s'hi emprà un codi de banderes. Les torres són voltades de matacans amb uns grans permòdols i uns merlets d'estil català, com els de la Llotja (escalonats), encara que els de la torre de Paraires no són els originals.

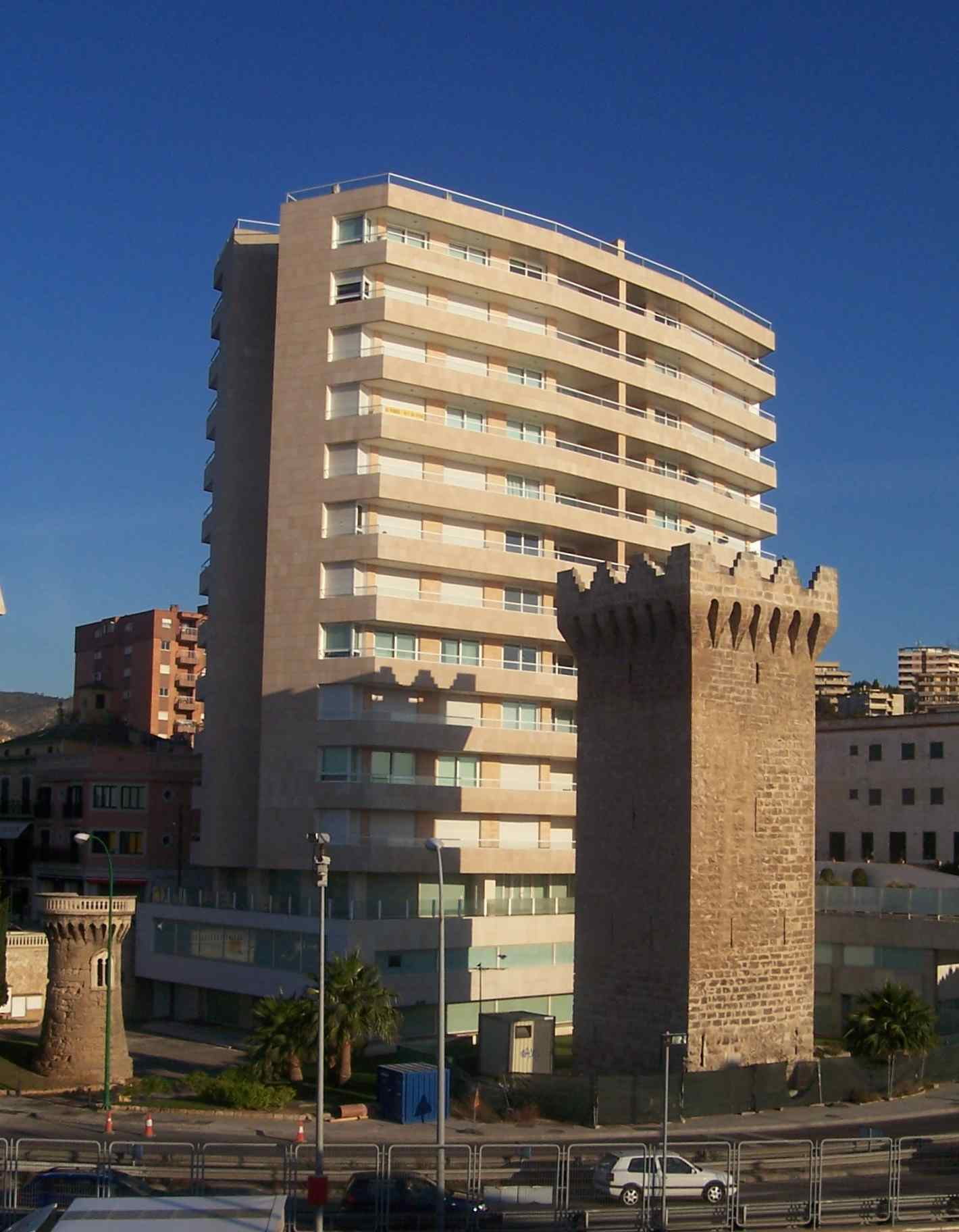
Torre de Paraires, amb l'entorn desfigurat.

Més enllà de la torre de Senyals hi ha la fortalesa de Sant Carles, actual Museu Militar. En el nucli original d'aquest castell, construït el 1613, s'incorporà una de les torres de Portopí, la qual fins al s. XVIII feu de far. Prop de la torre de Paraires, adossada a la qual hi hagué un parapet medieval i més tard una bateria d'artilleria, es troba la capella de Sant Nicolau o Sant Nicolauet (1246), cedida l'any 1249, per Jaume I a la ciutat i dedicada al patró dels mariners, que també en tingué a la platja de Barcelona i al port de Ciutadella, i és un testimoni de la importància de l'activitat portuària de Portopí. La capella medieval arribà a tenir volta de creueria, substituïda el 1621 per una volta de canó. L'any 1343, els jurats de Mallorca hi juraren fidelitat a Pere el Cerimoniós. Als segles XV i XVI serví de llatzaret, abans de la construcció del de la Quarantena. Entre 1880 i 1890 s'enderrocà la capella per ampliar la pedrera de Portopí i es construí una capella nova, que es tornà a mudar de lloc a la darreria del s. XX per construir un centre ludicocomercial. Des de 1965 és església parroquial, dedicada a sant Pere Claver.

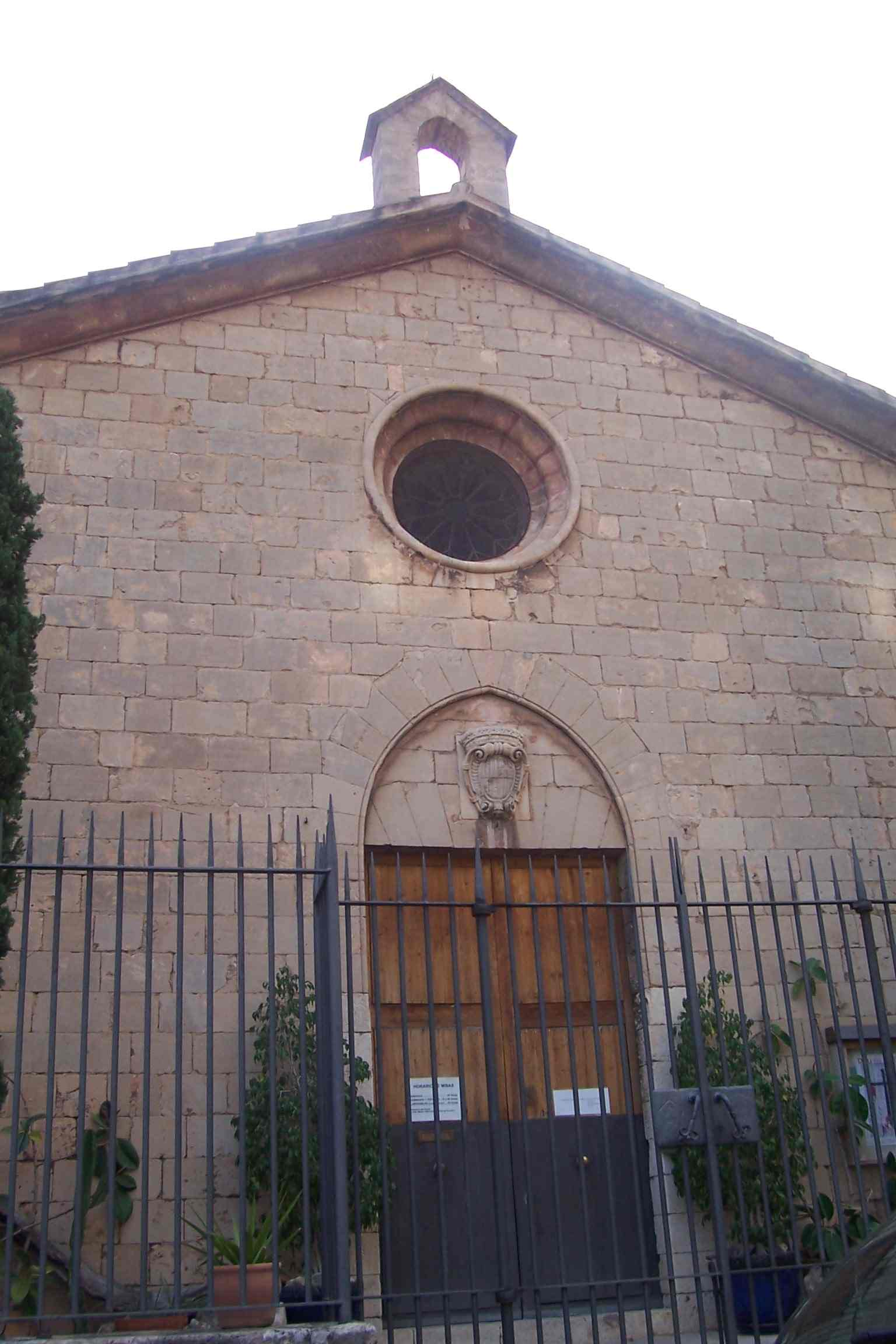
Enfront de Sant Nicolau de Portopí, amb l'escut de la ciutat de Palma.

## Ramon Muntaner i Portopí
Ramon Muntaner explica a la seva Crònica la història d'un almogàver de Sogorb que la nit de Nadal de l'any 1285, estant al porxo de Sant Nicolau de Portopí amb dinou companyons pel gran fred polar, volgué menjar carn desafiant el costum "de catalans" que "la vespra de Nadal tothom comunament dejuna, e no menja estrò [fins] a la nuit", i que aleshores tingué una visió d'"un hom tan gran, que tocava del cap el teginat del porxe" que li pegà un cop del qual no es recuperà fins passat el dia dels Reis, a la seu de Mallorca on l'havien dut i on el va poder veure Muntaner.

## Topònim
Actualment es veu sovint mal escrit el topònim Portopí, en dues paraules. Cal escriure'l en una, perquè no es tracta d'un compost. No existeix en català la paraula porto, per la qual cosa a la versió catalana del Llibre del Repartiment s'hi veu què varen entendre en sentir la paraula al s. XIII els conqueridors catalans: només port. I, a conseqüència d'això, el topònim complet que entengueren, segons la versió catalana, fou Port Tupí i Port Topí. En la versió llatina del mateix llibre, en canvi, es troba Portis Pini, d'acord amb l'etimologia. D'altra banda, la pronúncia antiga i tradicional de Portopí a Mallorca era portupí, amb una u que tant podia procedir de la pronúncia àrab, com del tancament de la o quan va seguida de í. Aquesta u i l'esmentada inexistència de la forma porto en català, van fer que s'arribàs a la divisió en 'port i tupí, o amb el segon element corregit després en "topí".
La identificació del topònim amb les paraules port i pi és antiga, atès que apareix en la versió llatina del topònim, documentada primer en el Liber Maiolichinus: "portum de nomine Pini" i després en el Llibre del Repartiment.
Imitant l'estructura dels topònims Portopí, Portocolom, Portopetre o Portopetro, a Mallorca, i Porto-salé, a Formentera, es va crear Portocristo i, a la darreria del s. XX, amb influència més tost de topònims italians (com Porto Conte, en català Port de Comte, a l'Alguer), s'han creat nous topònims a zones turístiques (Hotel Porto Sóller, Porto Portals).